# Oskar Kohlschmidt
Oskar Kohlschmidt (* 29. Januar 1865 in Rothenstein; † 14. September 1935 in Dorndorf/Saale) war ein deutscher Theologe, Pastor in Magdeburg an der Sankt-Jakobi-Kirche und Superintendent in Calbe (Saale).

## Familie
Oskar Kohlschmidt war der Sohn von Edwin Wilhelm Kohlschmidt, Ortspfarrer zu Rothenstein (Jena) und Laura Henriette geb. Nagel. Er war verheiratet mit Else Nippold (1869–1940), Tochter des Kirchenhistorikers Friedrich Nippold und Schwester der Völkerrechtlers Otfried Nippold. Er war der Vater des Germanisten Werner Kohlschmidt.

## Schriften (Auswahl)

### Als Autor
- Der evangelische Pfarrer in der modernen Dichtung. Berlin 1901.
- Jodocus Trutfetter. Luthers Lehrer. Der berühmte Pfarrer an der Andreaskirche in Erfurt. Erfurt 1928.

### Als Herausgeber
- mit Oscar Hermens: Protestantisches Taschenbuch. Ein Hülfsbuch in konfessionellen Streitfragen. Im Auftrage des Evangelischen Bundes. Leipzig 1905.